# Nuklearni magneton
Nuklearni magneton jednak je magnetskomu momentu protona u atomu i iznosi: 
{\displaystyle \mu _{p}={\frac {e\cdot \hbar }{2\cdot m_{\mathrm {p} }}}\approx 5,051\cdot 10^{-27}\ {\mbox{A}}\cdot {\mbox{m}}^{2}}
Zbog takozvane hiperfine strukture vrijednost nuklearnog magnetona znatno je manja i ovisi o broju protona i neutrona u atomskoj jezgri.

## Magnetski momenti i normalni Zeemanov učinak
Klasična teorija magnetskih momenata pošla je od Oerstedova otkrića da električne struje proizvode oko sebe magnetska polja. Zatvorena električna struja djeluje kao magnet. Magnetski moment, stvoren vrtnjom elektriciteta, sukladan (proporcionalan) je umnošku jakosti s površinom koju struja omeđuje. Ova važna klasična spoznaja može se primijeniti i na gibanje elektrona oko atomske jezgre. I elektron stvara "zatvorenu struju" pa djeluje kao magnet. Magnetski moment je određen momentom impulsa. Između magnetskog momenta i impulsa vrtnje postoji odnos:
{\displaystyle \mu ={\frac {e}{2\cdot m\cdot c}}\cdot p\cdot \phi }
Ovaj klasični izraz preuzela je i kvantna teorija. No ovdje impuls vrtnje ne može poprimiti sve vrijednosti, nego samo diskretne nφ∙h/2∙π. Uvrstimo li to u gornju jednadžbu, dobivamo:
{\displaystyle \mu =n_{\phi }\cdot {\frac {e\cdot h}{4\cdot \pi \cdot m\cdot c}}}
gdje je: nφ = 1, 2, 3, ….
U kvantnoj teoriji magnetski su momenti jednaki cijelom broju osnovne jedinice:
{\displaystyle \mu _{B}={\frac {e\cdot h}{4\cdot \pi \cdot m\cdot c}}=-\,9,274\cdot 10^{-24}\ {\mbox{A}}\cdot {\mbox{m}}^{2}}
Ovaj elementarni magnetski moment zove se Bohrov magneton. Iskustvo pokazuje da atomima zaista pripadaju magnetski momenti tih veličina. Bohrov magneton jedna je od temeljnih prirodnih konstanti.
Magnetski momenti atoma dolaze do izražaja kad ih stavimo u vanjsko magnetsko polje. Razmotrimo sada kako se mijenjaju energetski nivoi atoma u magnetskom polju. Vanjsko magnetsko polje možemo smatrati u području atoma konstantnim. U magnetskom polju H ima atom potencijalnu energiju:
{\displaystyle E_{pot}=-\,\mu \cdot H\cdot \cos(\mu ,H)}
Potencijalna energija atoma zavisi od smjera magnetskog momenta prema vanjskom magnetskom polju. Može li to biti bilo koji smjer? Kad bi to bilo tako, potencijalna bi energija atoma poprimila kontinuirane vrijednosti između - μ∙H i + μ∙H. Ta kontinuiranost morala bi se očitovati i u atomskom spektru. No to se protivi činjenicama. Atomski spektri ostaju oštri linijski spektri i u magnetskom polju. Moramo, dakle, pretpostaviti da se magnetski momenti atoma postavljaju samo u određenim, diskretnim smjerovima prema magnetskom polju.
Tvrdimo, a to se može izvesti iz kvantnih uvjeta Sommerfelda i Wilsona, da se staza elektrona može prema vanjskom magnetskom polju samo tako orijentirati da projekcija njegova momenta impulsa MH i magnetskog momenta bude opet ista diskretna veličina:
{\displaystyle M_{H}={\frac {m\cdot h}{2\cdot \pi }}}
{\displaystyle \mu _{H}={\frac {e}{2\cdot m_{e}\cdot c}}\cdot m\cdot {\frac {h}{2\cdot \pi }}}
Da izbjegnemo zabunu, dodali smo masi elektrona indeks e; m se zove magnetski kvantni broj i može poprimiti cijele brojeve od + nφ do - nφ: 
m = - nφ, - nφ + 1…, - 1, 0, + 1, … nφ - 1, nφ
Zadnje dvije jednadžbe su temelj kvantne teorije atoma. Moment impulsa je vektor koji stoji okomito na ravninu gibanja. Dok nema vanjskog magnetskog polja, može ravnina gibanja elektrona ležati po volji u prostoru. No, kad stavimo atom u magnetsko polje, ravnina gibanja mora se tako postaviti da je projekcija momenta impulsa u smjeru polja opet jednaka cijelom broju od h/2∙π. U kvantnoj teoriji nisu kvantizirani samo impulsi vrtnje nego i njihove projekcije u smjeru magnetskog polja. 
Promotrit ćemo sada posebne slučajeve, gdje impuls vrtnje p ima redom vrijednosti h/2∙π, 2∙h/2∙π, 3∙h/2∙π, … Magnetsko polje ima stalan smjer. Obično se uzima da je to smjer odozdo prema gore:
- nφ = 1. Moment impulsa može se postaviti samo paralelno, antiparalelno i okomito prema smjeru magnetskog polja. Magnetski kvantni broj m poprima vrijednosti + 1, - 1 i 0.
- nφ = 2. Kao i prije, moment impulsa može se postaviti samo paralelno, antiparalelno i okomito. Magnetski kvantni broj m poprima vrijednosti + 2, - 2 i 0. No, pored toga može moment impulsa stajati gore i dolje pod kutom od 60° prema magnetskom polju. Tada je cos φ = 1/2, pa je projekcija momenta impulsa jednaka h/2∙π. U tim slučajevima ima magnetski kvantni broj m vrijednosti + 1 i - 1.
- nφ = 3. Moguće je 7 orijentacija: cos (pφ, H) =  ± 1, ± 2/3, ± 1/3 i 0.

Općenito je moguć paralelan, antiparalelan i okomit smjer momenta impulsa s obzirom na vanjsko polje. Ako je kvantni broj vrtnje veći od 1, tad su još mogući i smjerovi kod kojih je kosinus kuta jednak omjeru između dva cijela broja:
{\displaystyle \cos(\mu ,H)={\frac {m}{n_{\phi }}}}
Što kaže iskustvo o tome? Već prije postanka kvantne mehanike našao je P. Zeeman da se spektralne linije u magnetskom polju cijepaju na više komponenata. Razmotrimo neku spektralnu liniju. Njena frekvencija je dana Bohrovim postulatom:
{\displaystyle h\cdot \nu =E'-E''}
gdje je: E'  - energija početnog stanja, E" - energija konačnog stanja. Za vrijeme emisije neka djeluje na atom jaki magnet. Tad pridolazi svakom energetskom nivou još magnetska energija: μ∙H∙cos(μ, H), što možemo dalje pisati: μB∙H. Prema tome vidimo da atomu u magnetskom polju pridolazi potencijalna energija:
{\displaystyle E_{pot}=-\,\mu _{B}\cdot H\cdot m}
gdje je: m =  0, ± 1, ± 2, ± 3, …
Pri kvantnom prijelazu atoma može se magnetski kvantni broj promijeniti za 1 ili 0. Energija emitiranog kvanta svjetlosti (fotona) jednaka je, dakle:
{\displaystyle h\cdot \nu =E'-E''-\mu _{B}\cdot H\cdot \Delta m}
gdje je: Δm =  0, + 1, - 1
Frekvencija emitirane spektralne linije pod djelovanjem magnetskog polja jednaka je:
{\displaystyle \nu ={\frac {E'-E''}{h}}-{\frac {\mu _{B}\cdot H}{h}}\cdot \Delta m}
Označimo frekvenciju nesmetane linije s ν0 i uvrstimo za Bohrov magneton prethodni izraz. Tad dobivamo za spektar u magnetskom polju izraz:
{\displaystyle \nu =\nu _{0}-{\frac {e\cdot H}{4\cdot \pi \cdot m_{e}\cdot c}}\cdot \Delta m}
Mjesto jedne spektralne linije imamo tri. Jedna linija, Δm =  0, leži na mjestu prvobitne linije, druge dvije su za e∙H/4∙π∙me∙c pomaknute nalijevo ili nadesno, već prema tome da li je Δm = - 1 ili Δm =  + 1. Te tri linije našao je P. Zeeman 1896. Pojava triju linija mjesto jedne u magnetskom polju zove se normalnim Zeemanovim učinkom ili efektom. Zeemanov učinak očito pokazuje diskretnost u orijentacijama magnetskih momenata. 	
Cijepanje spektralnih linija u magnetskom polju iznosi:
{\displaystyle \Delta \nu =\pm {\frac {e\cdot H}{4\cdot \pi \cdot m_{e}\cdot c}}=\pm 1,4\cdot 10^{6}\ {\mbox{H}}\cdot {\mbox{s}}^{-}1}
Razmak između lijeve i desne linije je to veći što je magnetsko polje jače. Cijepanje je svakako malo, dok djeluju nornalna magnetska polja. Mjerenja daju točno pomak frekvencije, koji smo teorijski proračunali.
Ovdje je važno napomenuti da klasična teorija daje za pomak spektralnih linija u magnetskom polju isto što i kvantna. Promjena frekvencije slaže se s Larmorovom frekvencijom.
Po Larmorovu teoremu, elektronskom sustavu u megnetskom polju pridolazi jednolika vrtnja (rotacija) s frekvencijom νL = - (e∙H/4∙π∙me∙c). Već prema tome da li se elektroni okreću oko magnetskih silnica u pozitivnom ili negativnom smjeru, frekvencija će se elektrona povećati ili umanjiti za Larmorovu frekvenciju. Oni elektroni koji titraju linearno u smjeru magnetskih silnica neće, naravno, uopće promijeniti frekvencije. Općenito možemo svako titranje elektrona rastaviti u ta tri tipična titranja, pa prema tome dobivamo po klasičnoj teoriji u emisijskom ili apsorpcijskom spektru tri linije. Zeemanov nalaz bio je u prvo vrijeme shvaćen kao velik uspjeh Lorentzove elektronske teorije. Danas znamo da klasična teorija ne može objasniti emisije ni apsorpcije. Uzrok da se kvantna jednadžba ipak podudara s klasičnom Larmorovom frekvencijom leži u tome što je iz te jednadžbe ispala Planckova konstanta. Kvantna teorija je tu na neki način skrivena. Prema načelu korespodencije prelazi kvantna teorija u klasičnu kad konstanta h teži k nuli. Ovdje se mora kvantna jednadžba podudarati s klasičnom, jer se u njoj kod tog graničnog prijelaza ništa ne mijenja.
Pomoću načela korespodencije možemo vrlo dobro shvatiti izborna pravila koja vrijede za emisiju svjetlosti. U klasičnom modelu Zeemanovog učinka imamo 3 frekvencije. Očito je da nesmetano linearno titranje u smjeru polja korespondira prijelazu Δm = 0, pri kojemu se frekvencija ne mijenja. Oba klasična kružna ili cirkularna titranja, pri kojima se frekvencija mijenja za νL, korespondiraju prijelazima Δm = + 1 i -1. Drugi prijelazi u kvantnoj teoriji nisu mogući, jer za njih nema klasičnog analogona.
Klasični model daje također točnu sliku o polarizaciji emitirane svjetlosti. Prema trima različitim titranjima elektrona imamo linearno, lijevo i desno polariziranu svjetlost. Kvantnom skoku Δm = 0 odgovara linearno polarizirana svjetlost u smjeru polja, kvantnim skokovima Δm = + 1 i -1 kružna (cirkularna) polarizacija oko magnetskih silnica. Linearno polarizirane emisijske linije označuju se kao π komponente, a kružno (cirkularno) polarizirane kao σ komponente.
Vidjeli smo da klasični dipol ne zrači energije u smjeru svoje osi. Kad mjerimo jakost (intenzitet) svjetlosti u osi dipola, ne primjećujemo ništa. Isto tako i kod Zeemanovog učinka, kad gledamo svjetlost longitudinalno, to jest u liniji paralelnoj s magnetskim poljem, opažamo samo dvije spektralne linije, naime kružno (cirkularno) polarizirane. Naprotiv, kad gledamo transverzalno, okomito na smjer polja, opažamo sve tri linije.